# 歡樂叮噹
《歡樂叮噹》，是一部由許冠文導演、鄒文懷監製的香港喜劇電影。  公映於1986年3月21日，由許冠文、鍾楚紅、黎小田、董驃、黃韻詩主演，并有許冠英、梅艷芳客串演出。故事內容改編自瑪麗蓮夢露1959年電影「熱情如火」。

## 劇情
發（許冠文飾）、達（黎小田飾）二人是吉他手，一次因賭馬闖禍，樂隊被解僱。達只好答應帶領一隊女子樂隊往泰國登台。而發亦因為逃避黑幫追殺，扮女人加入樂隊逃往泰國。
在旅途中，發遇上貌美歌手叮叮（鍾楚紅），而叮叮十分貪財，發扮有錢人追求叮叮，無奈反而成功勾引了一好色富翁馬叻沙（董驃飾演）。  而黑幫追至，發與叮叮逃至鱷魚潭，與匪黨連番周旋，最終脫險，而發女扮男裝、窮扮富豪亦最終被揭穿。

## 演員表
| 演員   | 角色             |
| ------ | ---------------- |
| 許冠文 | 發／噹噹         |
| 黎小田 | 達               |
| 鍾楚紅 | 叮叮             |
| 曹達華 | 陳警司           |
| 许冠英 | 豬肉榮個仔       |
| 梅艳芳 | 歌手             |
| 沈威   | 沙皮狗           |
| 太保   | 盲人             |
| 董驃   | 馬力沙(鱷魚大王) |
| 王青   |                  |
| 黃韻詩 | 李姐             |
| 袁祥仁 | 油炸蟹           |

## 外部連結
- 香港影庫上《歡樂叮噹》的資料（繁體中文）
- 互联网电影数据库（IMDb）上《歡樂叮噹》的资料（英文）